# Fisklösen (Gräsmarks socken, Värmland)
Fisklösen är en sjö i Sunne kommun i Värmland och ingår i Göta älvs huvudavrinningsområde.